# Dustin Corea
Pour les articles homonymes, voir Corea.
Dustin Clifman Corea Garay, plus couramment appelé Dustin Corea, est un footballeur américano-salvadorien né le 21 mars 1992 à Los Angeles (États-Unis). Pouvant évoluer au poste d'attaquant ou de milieu offensif, il joue actuellement avec le CD Águila et l'équipe du Salvador.

## Statistiques
Le tableau ci-dessous récapitule les statistiques en match officiel de Dustin Corea :
| Saison                | Club                  | Championnat           | Championnat | Championnat | Coupe(s) nationale(s) | Coupe(s) nationale(s) | Total | Total |
| Saison                | Club                  | Division              | M.          | B.          | M.                    | B.                    | M.    | B.    |
| 2011-2012             | Blokhus FC            | 1. Division           | 19          | 2           | -                     | -                     | 19    | 2     |
| 2012                  | Jönköpings Södra IF   | Superettan            | 4           | 2           | 1                     | 0                     | 5     | 2     |
| 2012-2013             | Skive IK              | 1. Division           | 11          | 2           | -                     | -                     | 11    | 2     |
| 2013-2014             | Skive IK              | 2. Division           | 10          | 4           | -                     | -                     | 10    | 4     |
| Total sur la carrière | Total sur la carrière | Total sur la carrière | 44          | 10          | 1                     | 0                     | 45    | 10    |